# Рено Острал
„Рено Острал“ (Renault Austral) е модел компактни кросоувъри (сегмент J/C) на френската компания „Рено“, произвеждан от 2022 година в Паленсия.
Заменя сходния модел „Рено Каджар“ и използва обновен вариант на същата платформа CMF-CD, върху която са базирани също варианти на „Нисан Кашкай“, „Нисан Екс-Трейл“ и „Мицубиши Аутлендър“. Предлага се като хечбек с предно задвижване и няколко варианта на хибридно задвижване.